# Ejibê

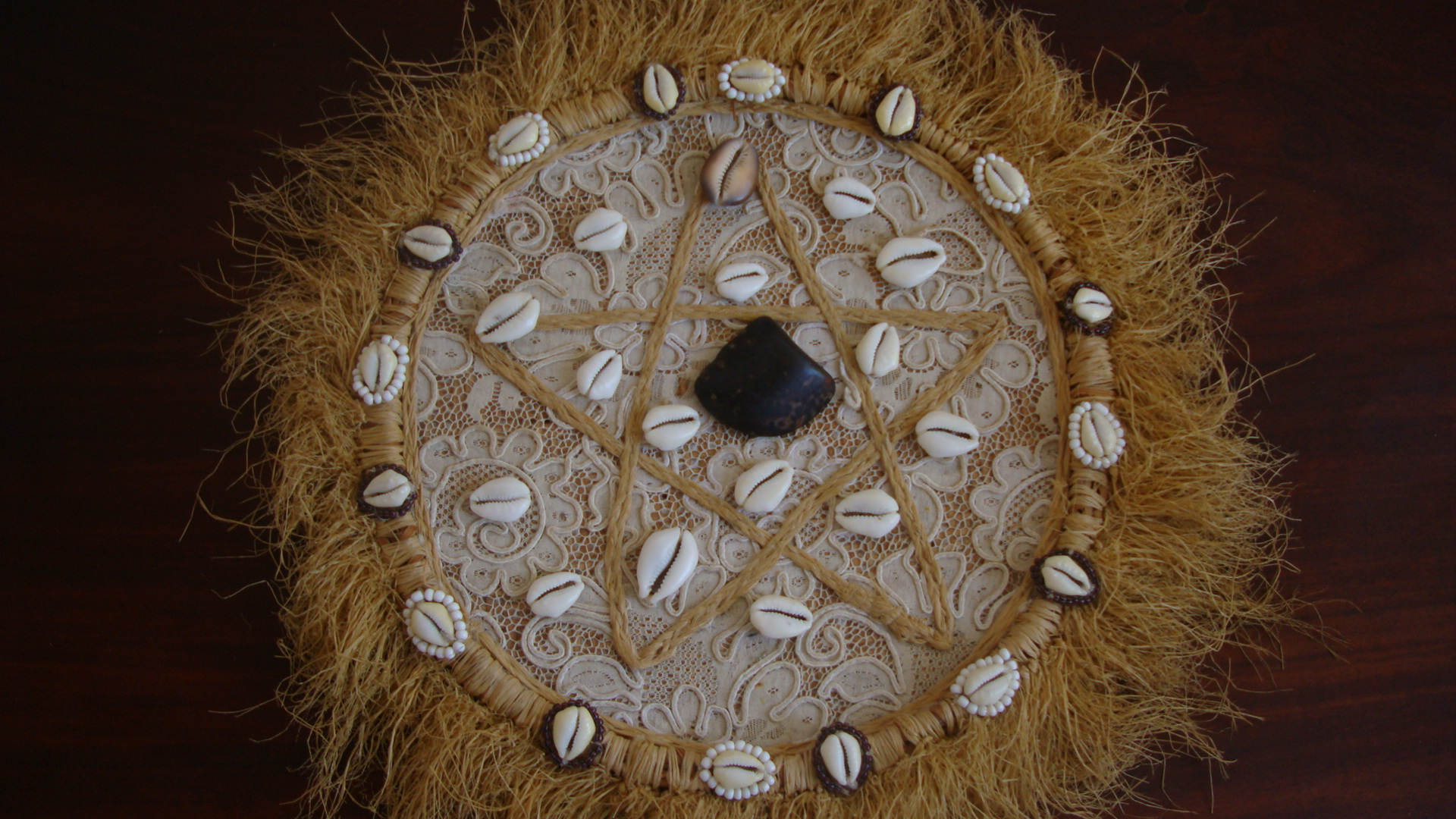
Ejibê

Ejibê ou Alafia é um odu do oráculo de ifá, representado no merindilogum com dezesseis conchas abertas pela natureza. Nesta caída responde Orumilá. Imediatamente o olhador saúda o jogo dizendo Eleri Ipim. É esta caída que todo babalorixá, ialorixá e o povo do santo deseja e espera para os consulentes, pois representa luz, alegria, a verdade, a prosperidade, a saúde e longevidade. A única recomendação é que esta pessoa use uma peça de roupa branca nos dias de sexta feira.